# ГЕС Шуйкоу
ГЕС Шуйкоу (水口水电站) — гідроелектростанція на сході Китаю у провінції Фуцзянь. Використовує ресурс із річки Міньцзян, яка впадає до Тайванської протоки у місті Фучжоу). При цьому у сточищах витоків Міньцзян також споруджені численні станції, до яких зокрема відносяться ГЕС Shāxīkǒu та ГЕС Běijīn. 
В межах проекту річку перекрили бетонною гравітаційною греблею висотою 101 метр та довжиною 783 метри. Вона утримує водосховище з об’ємом 2,34 млрд м3 (корисний об’єм 0,84 млрд м3) та припустимим коливанням рівня поверхні у операційному режимі між позначками 55 та 65 метрів НРМ. У правобережній частині греблі облаштовано три послідовні судноплавні шлюзи із розмірами камер 160х12 метрів. 
Пригреблевий машинний зал станції обладнали сімома турбінами типу Каплан потужністю по 204 МВт, які використовують напір від 31 до 58 метрів (номінальний напір 47 метрів) та забезпечують виробництво 4950 млн кВт-год електроенергії на рік.
Видача продукції відбувається по ЛЕП, розрахованим на роботу під напругою 220 кВ та 500 кВ.